# Volvo Museum
Volvo Museum er et teknisk museum, der udstiller biler af mærket Volvo, som ligger i Göteborg i Sverige. Museet ejes og drives af bilproducenten Volvo. Blandt de udstillede biler er ÖV 4, lastbiler og busser samt fartøjer fra Volvo Aero og Volvo Penta, samt Assar Gabrielsson og Gustaf Larson skriveborde fra firmaets opstart.
Museet blev indviet i 1995.

## Galleri
- Volvo ÖV4
- Volvo Philip
- Volvo VCC
- Volvo 760
- Volvo 66
- Volvo VESC
- Volvo Penta